# ザ・マフィンズ
ザ・マフィンズ（The Muffins）はアメリカ合衆国のメリーランド州で活動していたプログレッシブ・ロック、アヴァン・ジャズのバンド。1970年代初頭にワシントンD.C.で結成されてから、1981年に解散するまでに4枚のアルバムを録音した。